# LD 350-1
LD 350-1 es el nombre de un fragmento de mandíbula fósil, atribuida a un espécimen de Homo, que data de hace 2,75 a 2,8 millones de años.
Fue encontrada en 2013, en el yacimiento de Ledi-Geru, región de Afar, Etiopía, por Chalachew Seyoum, estudiante etíope graduado, integrante de un equipo dirigido por científicos de la Universidad Estatal de Arizona y de la Universidad de Nevada (Estados Unidos).
Se trata de la mitad izquierda de la mandíbula inferior de un adulto, con cinco dientes: el canino, el premolar y tres molares, en su mayoría con las coronas y raíces. Combina rasgos encontrados en los Australopithecus, con morfología derivada observada en el género Homo.
El análisis de fósiles, dirigido por Brian Villmoare y William H. Kimbel, reveló características que distinguen a las especies tempranas de Homo, tales como Homo hábilis: los molares delgados, premolares simétricos y una mandíbula uniformemente proporcionada; pero, en contraste, la barbilla inclinada recuerda la de Australopithecus afarensis. El tamaño de los dientes y de la mandíbula son consistentes con los de Australopithecus afarensis, pero, la morfología de las coronas de los dientes es similar a la de los primeros Homo. Según Kempel, "la mandíbula Ledi ayuda a reducir la brecha evolutiva entre Australopithecus y el Homo temprano. Es un excelente ejemplo de un fósil de transición, en un período crítico en la evolución humana".